# ساحة المقطورات

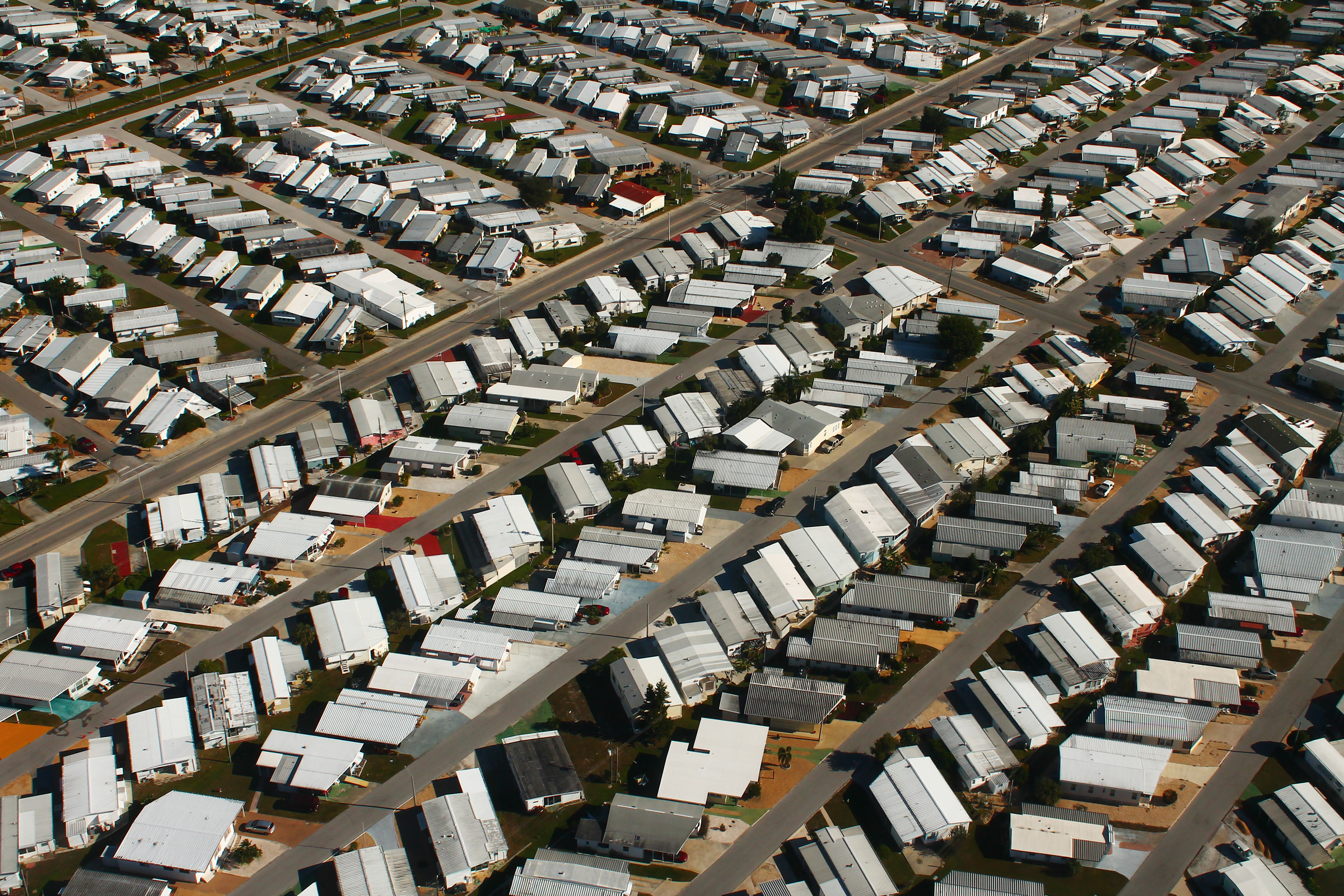
حديقة منزلية متنقلة في برادنتون، فلوريدا

تعتبر ساحة المقطورات أو حديقة الكرافان أو حديقة المنازل المتنقلة أو مجتمع المنازل المتنقلة أو مجتمع المنازل المصنعة منطقة مؤقتة أو دائمة للمنازل المتنقلة ومقطورات السفر. وتشمل المزايا التكلفة المنخفضة مقارنة بالمساكن الأخرى، والانتقال السريع والسهل إلى منطقة جديدة (على سبيل المثال، عند الحصول على وظيفة في مكان بعيد مع الاحتفاظ بنفس المنزل).
يُنظر إلى ساحات المقطورات، خاصة في الثقافة الأمريكية، بشكل نمطي على أنها مساكن ذات دخل منخفض للساكنين الذين يعيشون عند خط الفقر أو تحته والذين لديهم وضع اجتماعي منخفض. على الرغم من التقدم في تكنولوجيا المقطورات المنزلية، إلا أن صورة ساحة المقطورات لا تزال قائمة كما أثارها تصريح المستشار الرئاسي جيمس كارفيل الذي اقترح، في سياق إحدى الفضائح السياسية في البيت الأبيض في عهد بيل كلينتون : "اسحب أوراق نقدية من فئة 100 دولار من خلال ساحات المقطورات، هناك لا يسعني القول ما ستجده،" في إشارة إلى باولا جونز.
غالبًا ما تتسبب الأعاصير القمعية والأعاصير في إحداث أضرار جسيمة في ساحات المقطورات، وذلك عادةً بسبب عدم تثبيت الهياكل على الأرض ولأن بنائها أقل قوة في مواجهة الرياح العاتية مقارنة بالمنازل العادية. ومع ذلك، فإن معظم المنازل المصنعة الحديثة مبنية على مقاومة الرياح العاتية، وذلك باستخدام أحزمة الأعاصير والأساسات المناسبة.

## حسب البلد

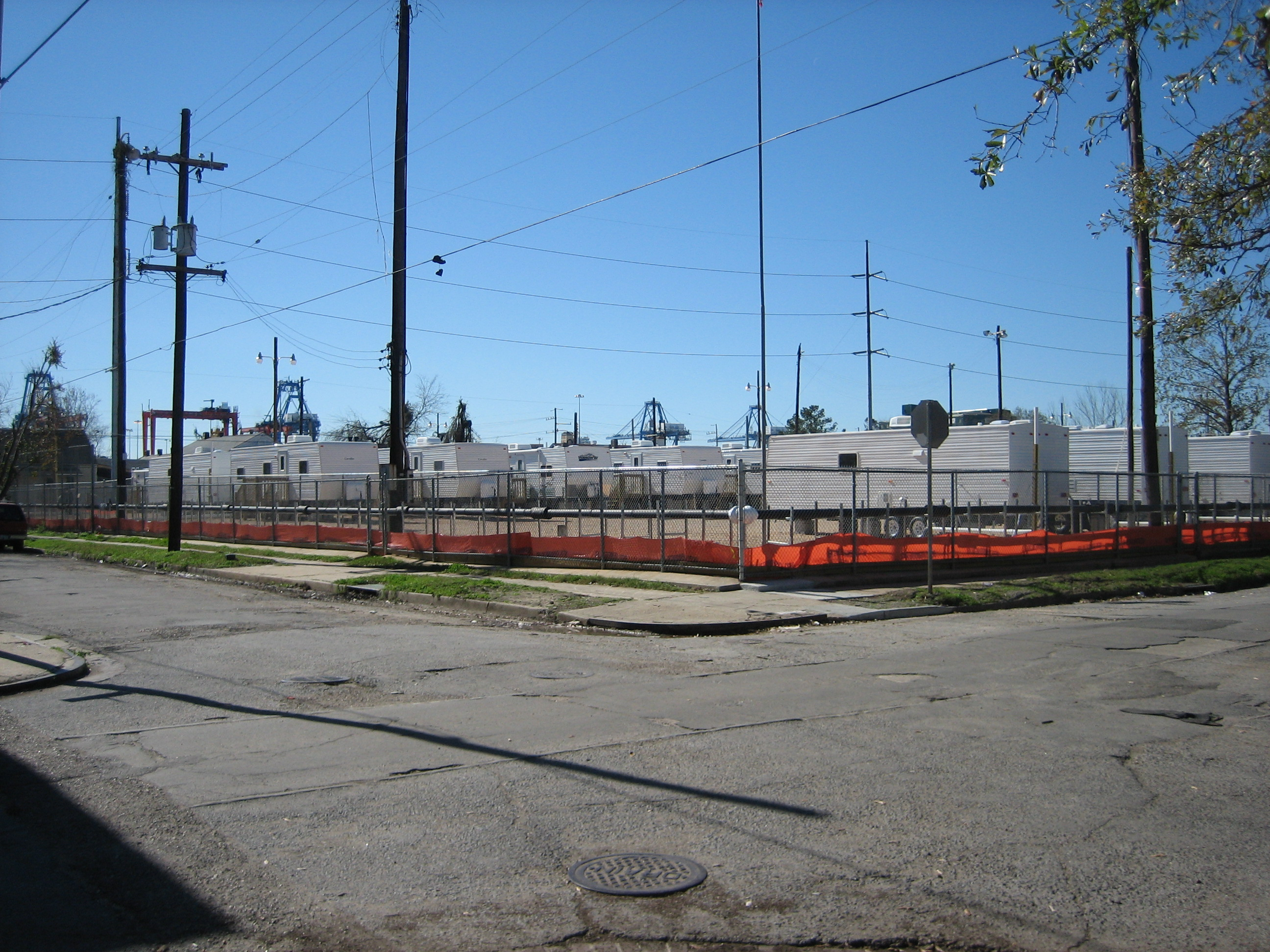
نيو أورليانز في عام 2006 بعد إعصار كاترينا : أصبحت إحدى الحدائق الموجودة في جزء غير مغمور من المدينة موقعًا لساحة مقطورات تابعة لوكالة إدارة الطوارئ الفيدرالية (FEMA) للأشخاص الذين تضررت منازلهم أو دمرت.

### في الولايات المتحدة الأمريكية

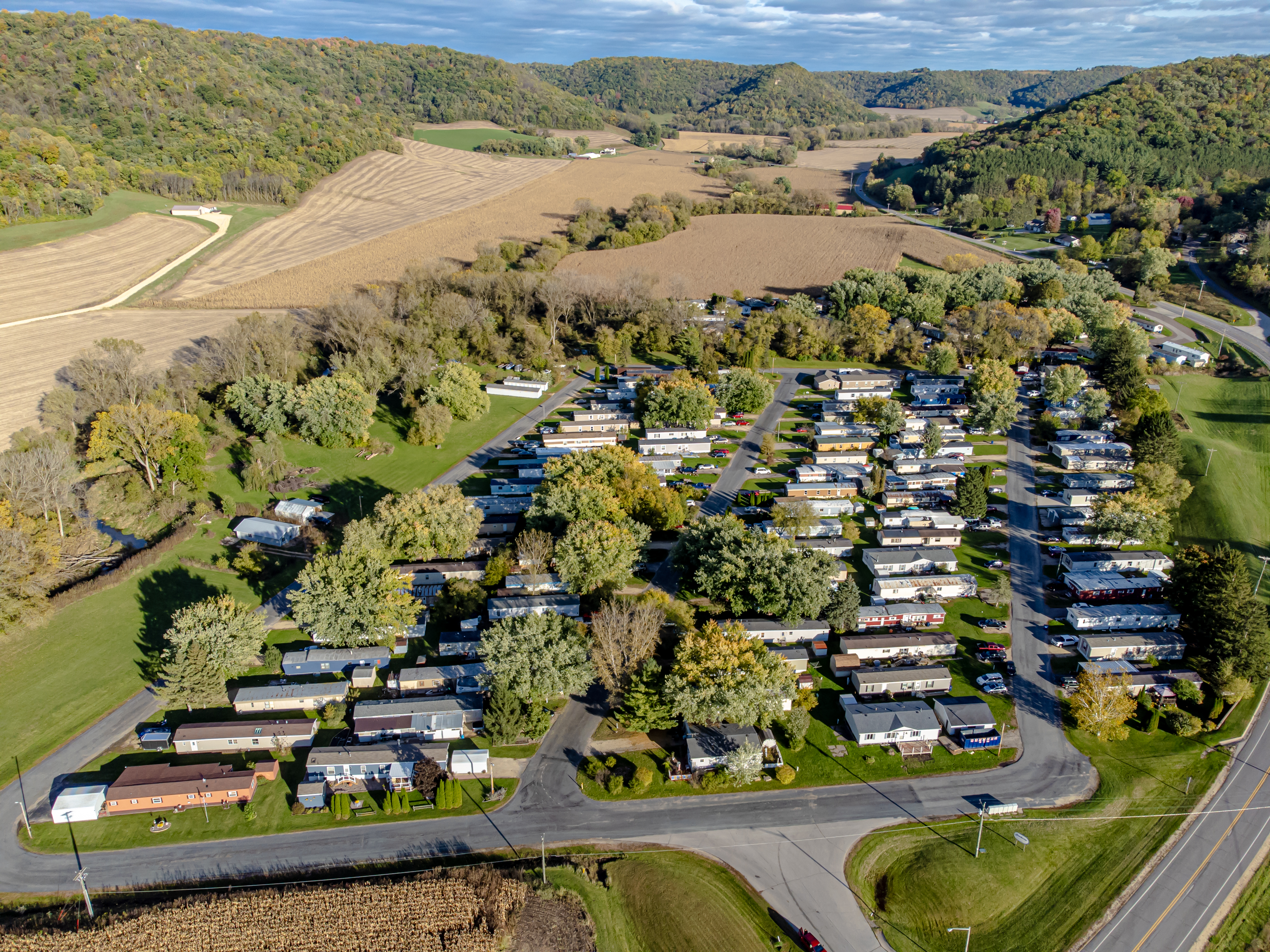
مجمع منزلي متنقل في مقاطعة لاكروس، ويسكونسن

لم يتم تحسين التصور السلبي لمواقف المقطورات من خلال إنشاء مواقف مقطورات للطوارئ من قبل الوكالة الفيدرالية لإدارة الطوارئ (FEMA) للنازحين من ضحايا إعصار كاترينا، والتي كانت جودتها وطبيعتها المؤقتة محل نزاع.
تطورت العديد من الصور النمطية حول المقيمين في منتزهات المقطورات، والتي تشبه الصور النمطية للفقراء. غالبًا ما يُستخدم مصطلح " قمامة المقطورة" بنفس الطريقة التي يستخدم بها المصطلح الأمريكي المهين "القمامة البيضاء" و "الغيتو". على الرغم من ظهور ساحات المقطورات في جميع أنحاء الولايات المتحدة، إلا أنها غالبًا ما ترتبط بالجنوب العميق والمناطق الريفية. في دوفر فوكسكروفت بولاية ماين، ناقش مجلس Town Select Board تنفيذ قرار بمنع بناء أو تركيب المنازل المتنقلة أو المصنعة. أصبح يُنظر إلى ساحات المقطورات على أنها أحد الأصول القيمة في أواخر العقد الأول من القرن الحادي والعشرين. خلال ذلك العقد، قامت صناديق الاستثمار العقارية، وصناديق الأسهم الخاصة، وأفراد الطبقة المتوسطة الذين كانوا يتطلعون إلى الهروب من عالم الشركات، بشراء هذه الصناديق من أصحاب الشركات الصغيرة.
يشار إليها مؤخرًا في الولايات المتحدة باسم "مجمعات المنازل المتنقلة" أو "مجتمعات الإسكان المصنعة "، غالبًا ما تكون الصور النمطية كذلك. توجد مجتمعات التقاعد في العديد من المناطق التي تسمح بساحات المنازل المتنقلة باعتبارها "أكثر من 55 ساحة" بما يتماشى مع قانون الإسكان لكبار السن (HOPA). بشكل عام، يجب أن يكون عمر مالك منزل واحد على الأقل في هذه المجتمعات 55 عامًا أو أكثر، ونادرًا ما يُسمح لمن تقل أعمارهم عن 18 عامًا بالعيش هناك. يمكن أن تكون هذه مجتمعات مسورة مزودة بوسائل الراحة، مثل حمامات السباحة والنوادي والصيانة في الموقع. غالبًا ما يتم تثبيت المنازل بشكل دائم على الأساسات. لكن لا يجوز للسكان امتلاك الأرض التي تشغلها منازلهم.

#### الاستثمار في الشركات
أصبحت مجمعات المنازل المتنقلة في الولايات المتحدة استثمارًا جذابًا للشركات المالية مثل مجموعة كارلايل، وأبولو جلوبال مانجمنت، وتي بي جي كابيتال. في أوائل عام 2020، يمكن بيع حديقة منزلية متنقلة فردية بعشرات الملايين من الدولارات. تشير التقديرات إلى أن أكثر من 100 ألف موقع للمنازل المتنقلة في الولايات المتحدة مملوكة لشركات كبيرة في عام 2019. وشهدت إحدى الشركات، وهي مجموعة ستوكبريدج كابيتال، المالكة لنحو 200 مجمع للمنازل المتنقلة في جميع أنحاء الولايات المتحدة، "عائدًا على الاستثمار يزيد على 30% بين أواخر عام 2016 ونهاية عام 2017". تم تسهيل توسع الشركة في هذا السوق من خلال تمويل بقيمة 1.3 مليار دولار من مؤسسة فاني ماي، التي وصفت المنازل المتنقلة بأنها "ميسورة التكلفة بطبيعتها". تم ربط ربحية الشركات التي تمتلك الساحات في بعض الحالات بزيادة الإيجارات، ولم تترجم بالضرورة إلى صيانة جيدة للمنازل المتنقلة. يتم بذل الجهود للسماح لسكان منتزه المقطورات بفرصة شراء منتزه المقطورات الخاص بهم وبالتالي امتلاك الأرض التي يعيشون عليها. على سبيل المثال، في كولورادو، يجب على مالكي مواقف المقطورات إعطاء السكان إشعارًا قبل 90 يومًا من البيع. في سان أنطونيو، تكساس، تفاوض سكان Mission Trails Mobile Home Community مع المطور White-Conlee الذي سيتم التعاقد معه لبناء وحدات سكنية فاخرة.

### خارج الولايات المتحدة

#### مواقف المقطورات المتنازع عليها
في حين أن غالبية مواقف المقطورات تُستخدم كمساكن دائمة، ويتم دفع تكاليفها بالطريقة المعتادة من قبل المقيمين، فإن أقلية منها يستخدمها البدو الذين قد يحتلونها في بعض الحالات بشكل غير قانوني.
في بريطانيا وأيرلندا، يُستخدم مصطلح موقع التوقف أحيانًا للإشارة إلى بعض مواقف المقطورات. يتمثل الاختلاف الأكبر في أوروبا في وجود مواقع توقف غير مصرح بها (أو مواقف المقطورات). ينبع هذا من ممارسة المجموعات العرقية المتجولة تقليديًا، مثل الغجر والمسافرين الأيرلنديين، بشكل دوري خلال العام لإنشاء مجتمع عابر. منذ أواخر السبعينيات فصاعدًا، كان هناك أيضًا نمو في ثقافة مسافري العصر الجديد ؛ تبنت هذه المجموعات أنماط حياة بديلة مقترنة بأخلاقيات البانك "افعل ذلك بنفسك". كانت الأخيرة ظاهرة شائعة في ألمانيا،  مما أدى إلى ظهور تعبيرات مثل فاغنبورغ، فاغندورف، وباواغنبلاتز (" حصن العربة "، "قرية المقطورة" و"موقع مقطورات البناء" على التوالي).
سواء تم رفض دخول مواقع التوقف المعتمدة من البلدية أو رفض طلب الدخول إليها، فإن مجموعات من العائلات التي تمارس أسلوب حياة بدوية تتعدى على أراضيها من أجل التخييم على الأراضي التابعة للمجتمعات المحلية. غالبًا ما تثير هذه المخيمات غير القانونية استياء السكان المحليين، بسبب افتقارها إلى القدرة على الصرف الصحي والتخلص من النفايات، وحقيقة أن مثل هذه المخيمات غالبًا ما يكون من الصعب إزالتها بموجب تشريعات حقوق الإنسان. كما أن استخدام الأراضي دون تصريح يعد أمرًا غير قانوني أيضًا، مما يؤدي إلى نقل هذه المجموعات من قبل الشرطة أو المجالس.

#### مواقف الكرفانات المعتمدة
في ألمانيا وهولندا وبعض الدول الأوروبية الأخرى، يسمح القانون المحلي بالتخييم العادي في حدائق المركبات الترفيهية لفترة قصيرة والتخييم الموسمي لقضاء العطلات، وكذلك التخييم لفترة طويلة (لسنوات) مع مقطورات سفر يصعب تحريكها. في بعض الأحيان يقوم هؤلاء السكان أيضًا بزراعة حديقة. تسمح بعض المدن بأن يكون مكان التخييم لفترة طويلة هو العنوان المعتاد المسجل لدى السلطات؛ الاخرين لا يفعلون. يتم توفير العديد من قطع أراضي المنازل المتنقلة بواسطة حدائق المركبات الترفيهية التي تسمح بجميع أنواع التخييم وتوفر قطع أراضي إضافية للمنازل المتنقلة (الكرفانات الثابتة).تتراوح تكلفة قطعة الأرض هذه بين 400 و1500 يورو سنويًا، اعتمادًا على الموقع والمرافق.
في فرنسا، يحظر القانون العيش في مقطورة أو منزل متنقل لأكثر من ثلاثة أشهر، حتى لو كان المقيم يمتلك الأرض؛ ومع ذلك، فإن متطلبات البناء وأذونات البناء الذاتي للمنازل الريفية الصلبة (الثابتة) الترفيهية تكون أكثر استرخاءً في فرنسا إذا بقي المرء ضمن مساحة معينة من الأمتار المربعة.[
في المملكة المتحدة، تُعرف "المقطورات" عمومًا باسم الكرفانات الثابتة، وتستخدم عمومًا لأحد غرضين: أولاً كبيوت للعطلات، مصممة للمعيشة قصيرة المدى؛ وثانيًا كدور تقاعد لكبار السن، مصممة للإشغال طويل الأمد. يتمتع كلا النوعين من المقطورات عادةً بوسائل راحة جيدة وتحيط بهما حدائق مشذبة للغاية.
في أستراليا، لا يوجد عمومًا أي تمييز بين منتزه المقطورات ومنتزه المركبات الترفيهية. يستخدم مصطلح "حديقة الكرافان" للإشارة إلى كليهما.